# Amara jacobina
Amara jacobina är en skalbaggsart som beskrevs av Leconte 1855. Amara jacobina ingår i släktet Amara och familjen jordlöpare. Inga underarter finns listade i Catalogue of Life.